# Dasumia cephalleniae
Dasumia cephalleniae är en spindelart som beskrevs av Brignoli 1976. Dasumia cephalleniae ingår i släktet Dasumia och familjen ringögonspindlar.
Artens utbredningsområde är Grekland. Inga underarter finns listade i Catalogue of Life.